# Costa Black

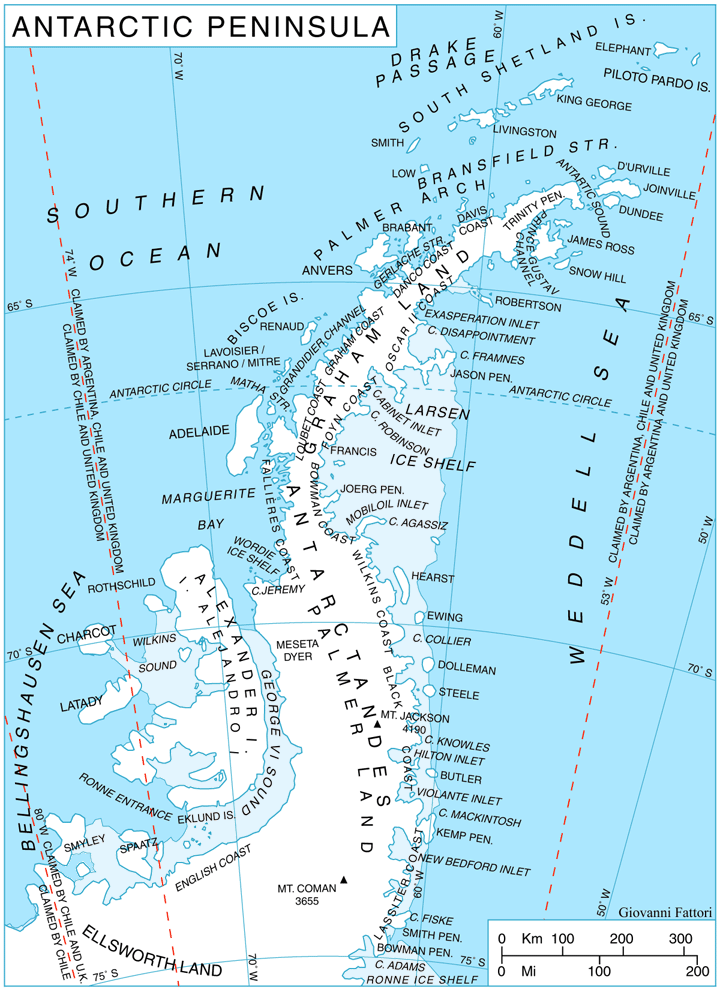
Localización de la costa Black.

La costa Black (del inglés: 'Black Coast') es la porción de la costa sudeste de la península Antártica en la Tierra de Palmer sobre el mar de Weddell, entre el cabo Boggs (70°33′S 61°23′O / -70.550, -61.383), límite con la costa Wilkins, y el cabo Mackintosh (72°53′S 60°03′O / -72.883, -60.050), límite con la costa Lassiter. Los Antartandes separan a la costa Black de la costa Rymill ubicada del lado occidental de la península Antártica.
La costa Black fue descubierta por miembros del Servicio Antártico de los Estados Unidos, quienes la fotografiaron desde el aire el 30 de diciembre de 1940. Fue originalmente denominada Richard Black Coast en honor del comodoro Richard Blackburn Black quien lideró el vuelo de descubrimiento desde la Base Este, pero en 1956 su nombre fue reducido a costa Black.
Frente a la costa Black se hallan las islas Dolleman, Steele y Butler.

## Reclamaciones territoriales
La Argentina incluye a la costa Black en el Departamento Antártida Argentina dentro de la Provincia de Tierra del Fuego, Antártida e Islas del Atlántico Sur; para Chile forma parte de la Comuna Antártica de la Provincia Antártica Chilena dentro de la Región de Magallanes y de la Antártica Chilena; y para el Reino Unido integra el Territorio Antártico Británico. Las tres reclamaciones están restringidas por los términos del Tratado Antártico.
Nomenclatura de los países reclamantes:
- Argentina: costa Black
- Chile: Costa Black
- Reino Unido: Black Coast